# STS-112
STS-112 (vuelo de ensamblaje de la ISS 9A) fue una misión de 11 días del transbordador espacial Atlantis a la Estación Espacial Internacional (EEI). El transbordador espacial Atlantis fue lanzado el 7 de octubre de 2002 a las 19:45 UTC desde la plataforma de lanzamiento 39B del Centro Espacial Kennedy para entregar el segmento de armazón de Starboard 1 (S1) de 12 700 kg a la Estación Espacial.
Durante el lanzamiento, la rampa del bípode del ET derramó un trozo de espuma que causó una abolladura de ~4" de ancho y 3" de profundidad en el anillo metálico de fijación del SRB-ET, cerca de la parte inferior del propulsor sólido del transbordador espacial izquierdo. Antes de la siguiente misión (STS-113), se tomó una decisión de alto nivel en la NASA para continuar con los lanzamientos según lo previsto. El lanzamiento posterior fue el del desastre del transbordador espacial Columbia, el malogrado STS-107.
El transbordador espacial Atlantis tenía previsto volver a visitar la Estación Espacial Internacional en la misión STS-114 en marzo de 2003; Sin embargo, debido a la pérdida del Columbia, todos los transbordadores espaciales, incluido el Atlantis, quedaron temporalmente en tierra. Debido a la reprogramación de las misiones, el Atlantis no volvió a volar hasta la misión STS-115, el 9 de septiembre de 2006. 

## Tripulación
- Jeffrey S. Ashby (3), Comandante
- Pamela A. Melroy (2), Piloto
- David A. Wolf (3), Especialista de misión
- Piers J. Sellers (1), Especialista de misión
- Sandra H. Magnus (1), Especialista de misión
- Fyodor N. Yurchikhin (1) (RSC), Especialista de misión

## Parámetros de la misión
- Masa:
  - Del Orbiter al despegar: 116.538 kg
  - Del Orbiter al aterrizar: 91.390 kg
  - Carga: 12.572 kg
- Perigeo: 273 km
- Apogeo: 405 km
- Inclinación: 51,6°
- Período: 91,3 min

### Acoplamiento con la EEI
- Acoplamiento: 9 de octubre de 2002, 15:16:15 UTC
- Descoplamiento: 16 de octubre de 2002, 13:13:30 UTC
- Tiempo de acoplamiento: 6 días, 21 h, 57 min, 15 s